# Кринички (Николаевская область)
Кринички (укр. Кринички) — село в Николаевском районе Николаевской области Украины.
Население по переписи 2001 года составляло 1000 человек. Почтовый индекс — 57121. Телефонный код — 512.

## История
Бывшее немецкое католическое село, основано в 1873 г.
В 1946 году указом ПВС УССР село Шенфельд переименовано в Кринички.

## Местный совет
57121, Николаевская обл., Николаевский р-н, с. Кринички, ул. Победы, 2б; тел. 33-40-18